# Jarmila
A Jarmila szláv eredetű női név, jelentése: tavasz + kedves.

## Rokon nevek
- Jára:[1] a Jarmila és a Jaroslava önállósult beceneve.[2]

## Gyakorisága
Az 1990-es években a Jarmila és a Jára szórványos név, a 2000-es években nem szerepelnek a 100 leggyakoribb női név között.

## Névnapok
Jarmila, Jára
- február 4.[2]
- március 14.[2]

## Híres Jarmilák, Járák
- Jarmila Wolfe szlovák származású ausztrál teniszezőnő